# Alice Sombath
Alice Sombath (Charenton-le-Pont, 16 oktober 2003) is een voetbalspeelster uit Frankrijk. Ze speelt als verdediger voor Olympique Lyon in de Division 1.

## Clubcarrière
Sombath begon haar voetbalcarrière als junior bij CSOM Arcueil in 2011 alvorens ze zich in de jeugdopleiding van Paris FC voegde. Na vier jaar maakte ze de overstap naar stadsgenoot Paris Saint-Germain, waar ze onderdeel werd van het -19 team. In 2019 won ze met dit jeugdteam de Championnat National Féminin -19.
In 2020 tekende Sombath wen contract bij rivaal Olympique Lyon samen met haar PSG-teamgenote en Frans international Vicki Becho. De overstap zorgde voor boosheid bij Leonardo, sportief directeur van Paris Saint-Germain.
In de finale van de Coupe de France zag Sombath vanaf de bank haar ploeg de beker winnen. In het seizoen 2021/22 maakte ze haar debuut op de eerste wedstrijddag door in de basis te starten.

## Statistieken
| Seizoen | Club           | Land      | Competitie | Wedstrijden | Doelpunten |
| ------- | -------------- | --------- | ---------- | ----------- | ---------- |
| 2021/22 | Olympique Lyon | Frankrijk | Division 1 | 12          | 0          |
| 2022/23 | Olympique Lyon | Frankrijk | Division 1 | 16          | 0          |
| 2023/24 | Olympique Lyon | Frankrijk | Division 1 | 15          | 2          |
| 2024/25 | Olympique Lyon | Frankrijk | Division 1 | 13          | 0          |
| Totaal  | Totaal         | Totaal    | Totaal     | 56          | 2          |

Laatste update: 7 juni 2025

## Interlandcarrière
Sombath maakte in 2022 haar debuut voor het Franse nationale team. Haar tweede interland volgde drie jaar later door in de basis te starten in een Nations League 2025 wedstrijd tegen Zwitserland.
Sombath werd opgenomen in de Franse selectie voor op het EK 2025 in Zwitserland.